# Bank Leumi
Bank Leumi (in ebraico בנק לאומי‎?, lit. National Bank; in arabo بنك لئومي‎?) è una banca israeliana. Fu fondata il 27 febbraio 1902 a Giaffa come Anglo Palestine Company, filiale della Jewish Colonial Trust (Jüdische Kolonialbank) formata prima a Londra da Theodor Herzl insieme ad altri membri del movimento sionista. Aveva già suggerito la fondazione di una banca coloniale ebraica a Basilea nel 1897 e riuscì a farla fondare a Londra nel 1899 con il nome di Jewish Colonial Trust (JCT). Direttore del JCT dal 1899 al 1923 fu Nissan Katzenelson, un fisico e banchiere russo-ebreo di Libau.
È stata banca centrale prima che la Banca d'Israele fosse istituita nel 1955.
Nazionalizzata nel 1981, Bank Leumi è stata in seguito privatizzata con il governo come maggiore azionista singolo, con il 14,8% delle azioni (giugno 2006). Altri principali azionisti: Shlomo Eliahu e Branea Invest. La banca è quotata alla Borsa di Tel Aviv.

## Storia

### "Lo Stato ebraico" di Herzl
Gli antecedenti del Jewish Colonial Trust possono essere fatti risalire al visionario trattato di Herzl "Der Judenstaat" (lett. "Lo Stato ebraico"), che descrive dettagliatamente la sua visione di come sarebbe stato creato lo Stato ebraico. Un ruolo di primo piano fu assegnato a un enorme organismo, che sarebbe stato chiamato "The Jewish Company" e sarebbe stato "fondato come una società per azioni soggetta alla giurisdizione inglese, inquadrata secondo le leggi inglesi e sotto la protezione dell'Inghilterra". Nella visione di Herzl, questa società avrebbe controllato praticamente tutta la terra in Palestina e si sarebbe occupata di trasportarvi milioni di persone nel giro di pochi anni – tutti, o quasi, gli ebrei che vivevano nel mondo. Si occuperebbe poi di tutta la logistica per stabilirli nel loro nuovo paese, in ambienti urbani e rurali e in grado di far funzionare l'agricoltura, il commercio e l'industria. Per i compiti erculei previsti, Herzl stimò che il capitale della società dovesse essere di circa un miliardo di marchi (circa 50.000.000 di sterline o 200.000.000 di dollari).

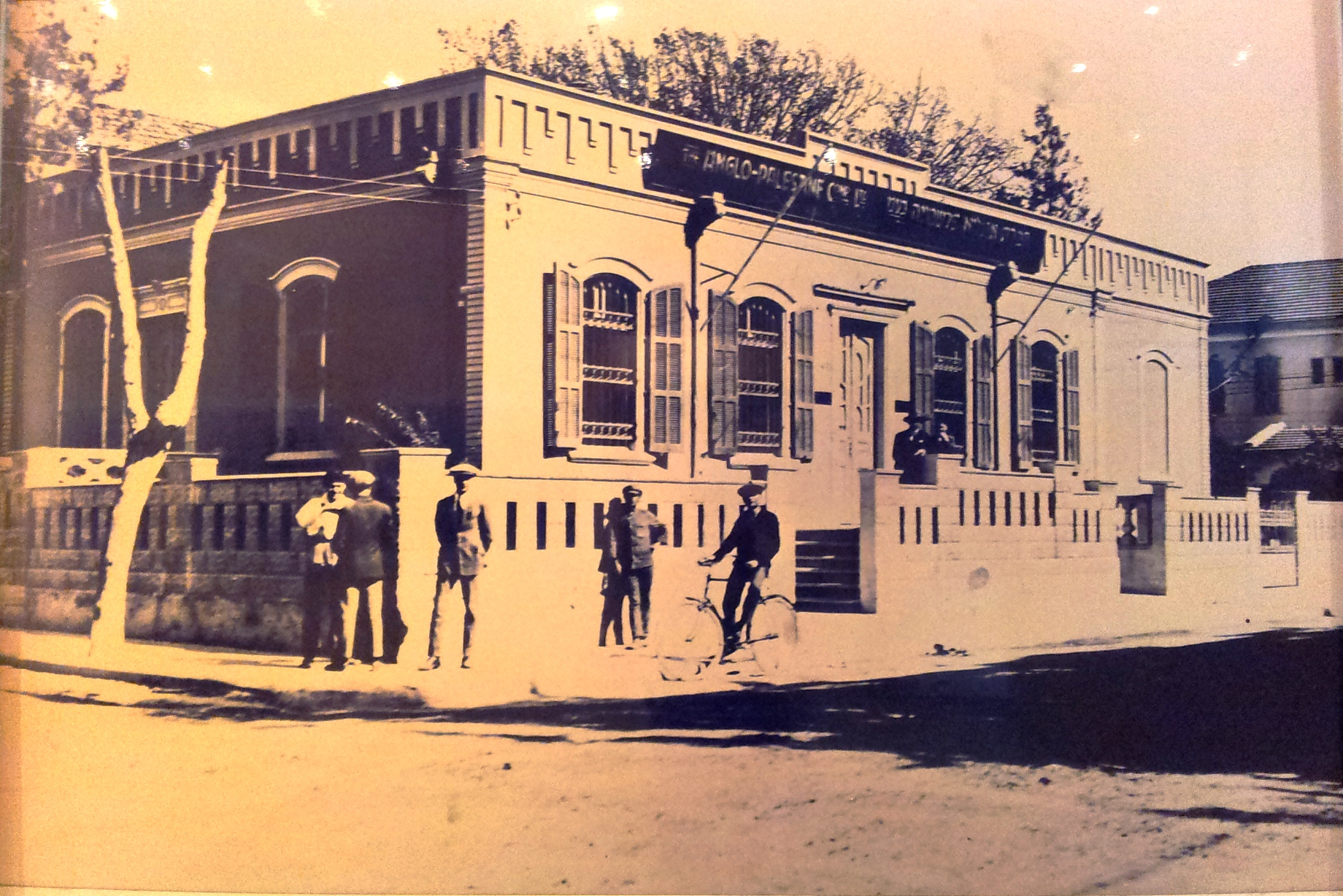
Prima filiale della Anglo Palestine Bank, Tel Aviv, 1923

In pratica, il movimento sionista era incapace – né politicamente né finanziariamente – di intraprendere qualcosa di tali dimensioni. L'attuale "Jewish Colonial Trust" – istituito a Londra – era in effetti un modello in scala ridotta della società immaginata in "Der Judenstaat": il suo capitale era una piccola frazione della somma prevista per "The Jewish Company" e la sua attività si limitava al trasporto e all'insediamento di un piccolo numero di ebrei su qualsiasi appezzamento limitato di terra in Palestina che il movimento sionista riuscisse ad acquistare. Ciononostante, il "Colonial Trust" ebbe un ruolo chiave nell'effettiva attuazione del progetto sionista, verso la creazione finale di Israele.

### Banca Anglo-Palestina

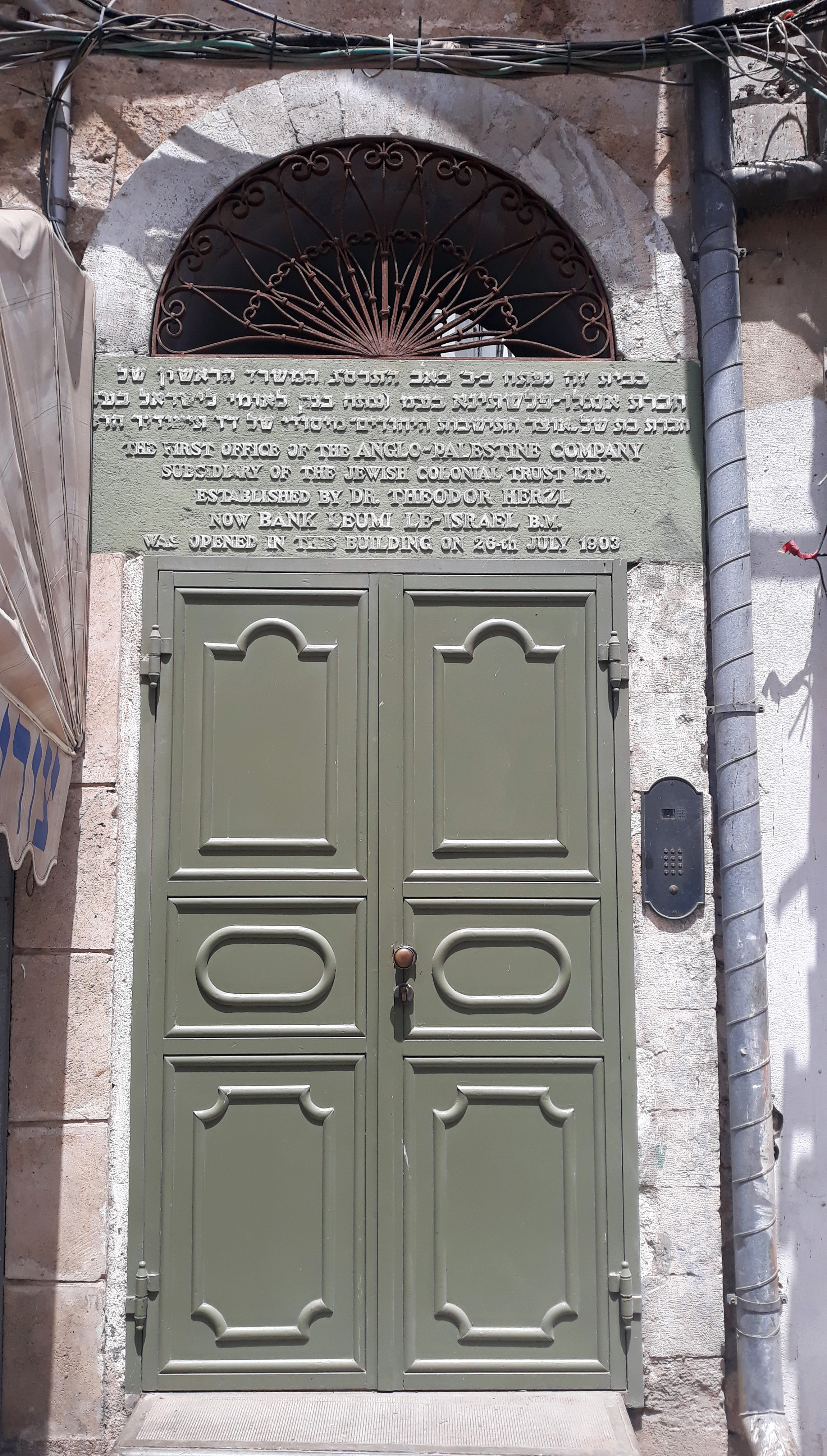
Prima filiale a Giaffa

Le attività della banca in Palestina furono svolte dalla Anglo-Palestine Bank, una sussidiaria della Jewish Colonial Trust e costituita nel 1902. La banca aprì la prima filiale a Giaffa nel 1903 sotto la direzione di Zalman David Levontin. Le prime transazioni includevano l'acquisto di terreni, le importazioni e l'ottenimento di concessioni. Filiali furono poi aperte a Gerusalemme, Beirut, Hebron, Safed, Haifa, Tiberiade e Gaza.
La banca offrì agli agricoltori prestiti a lungo termine e fornì prestiti all'associazione Ahuzat Bayit che costruì il primo quartiere di Tel Aviv. Durante la prima guerra mondiale, il governo ottomano dichiarò che la banca, registrata in Inghilterra, era un'istituzione nemica e si mosse per chiuderla e confiscare i contanti.
Dopo la prima guerra mondiale, le sue operazioni si espansero. Nel 1932, la filiale principale si trasferì da Giaffa a Gerusalemme. Durante la seconda guerra mondiale la Anglo-Palestine Bank contribuì a finanziare la creazione di industrie che producevano forniture per l'esercito britannico.

### Banca Leumi

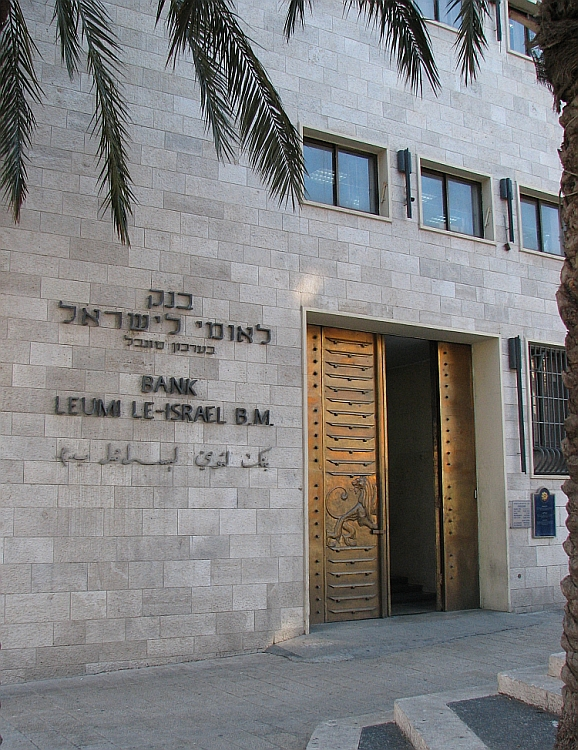
Filiale storica della Bank Leumi in Jaffa Road, Gerusalemme

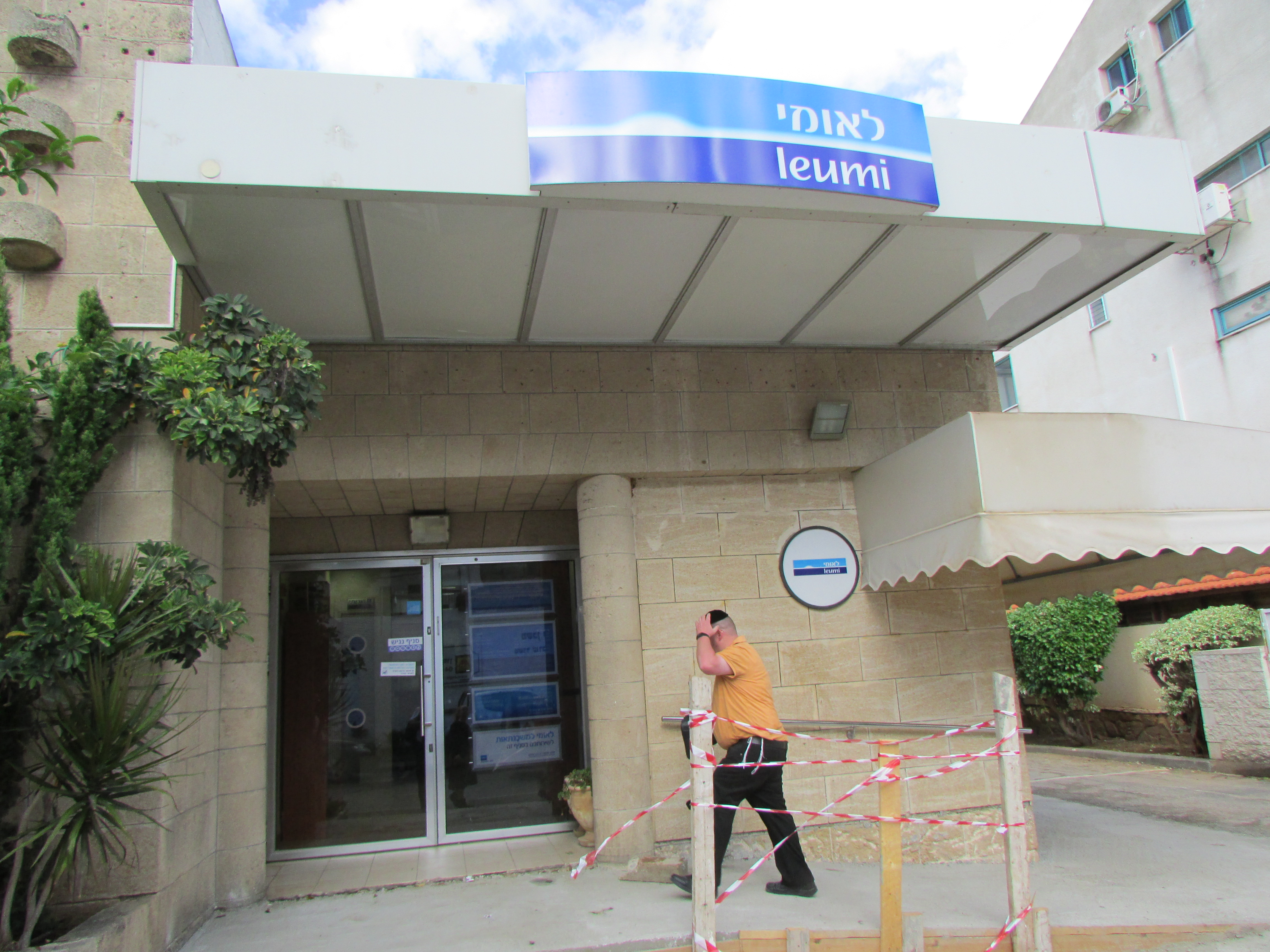
Branch of Bank Leumi in Zichron Yaacov

Dopo la fondazione dello Stato di Israele nel 1948, la banca si aggiudicò la concessione per l'emissione di nuove banconote. Nel 1950, la banca fu rinominata Bank Leumi le-Israel (Banca Nazionale d'Israele). Quando la Banca d'Israele venne fondata nel 1954, la Banca Leumi diventò una banca commerciale.
Nel 1971, la Banca Leumi acquisì la Arab Israel Bank (Ai Bank; fondata nel 1960), che serviva principalmente i cittadini arabi di Israele nel nord del paese. Ai Bank ha 35 filiali situate nelle regioni settentrionali e del "Triangolo di Israele".
Il governo di Israele nazionalizzò la Bank Leumi nel 1983, a seguito della crisi delle azioni bancarie.
Nel 2007, la banca negò di essere in possesso di fondi depositati dagli ebrei uccisi nell'Olocausto. Pur negando qualsiasi illecito, nel 2011 la banca accettò di pagare 130 milioni di NIS dopo che un'indagine statale aveva affermato che 300 milioni di NIS erano detenuti in 3.577 conti dormienti. La banca fu accusata di essersi rifiutata di collaborare alle indagini astenendosi dal divulgare informazioni sulle ingenti somme di denaro non reclamate.
Nel 2011 la Banca Leumi acquisì la Banque Safdie SA, con sede a Ginevra, per 143 milioni di franchi. All'inizio del 2012 la Banca Leumi fu a Banque Safdie con la Banca Leumi Svizzera SA per dare vita a Leumi Private Bank.
Leumi ha chiuso il suo ufficio di rappresentanza a Melbourne, in Australia, nell'ottobre 2013.
Nel luglio 2014 la Banca Julius Baer annunciò di aver acquistato le attività di private banking della Banca Leumi. Baer rilevò Bank Leumi (Luxembourg) S.A., la banca privata di Leumi in Lussemburgo, e Leumi trasferì anche i clienti di Leumi Private Bank a Baer.
Nel luglio 2019, Samer Haj-Yehia è stato nominato presidente. Questa è la prima volta nella storia di Israele che un arabo assume la direzione di una grande banca del paese.
Bank Leumi USA, la filiale statunitense della banca, fu acquistata dalla Valley National Bank nel 2022 per 1,2 miliardi di dollari in contanti e azioni.
Nel 2023 Pablo Rosenberg e Gal Toren hanno iniziato a lavorare come presentatori della Banca.

## Critiche

### Coinvolgimento negli insediamenti israeliani
Nell'ottobre 2017, la società pensionistica danese Sampension ha vietato gli investimenti in Leumi insieme ad altre tre società che operano negli insediamenti illegali israeliani in Cisgiordania, tra cui Bank Hapoalim B.M., la società di telecomunicazioni israeliana Bezeq e la società tedesca Heidelberg Cement.
Il 12 febbraio 2020, le Nazioni Unite hanno pubblicato un database di 112 aziende che contribuiscono a promuovere l'attività di insediamento israeliano in Cisgiordania, compresa Gerusalemme Est, e nelle alture del Golan occupate. Questi insediamenti sono considerati illegali dal diritto internazionale. Bank Leumi è stata inserita nella banca dati per la sua "fornitura di servizi e servizi pubblici a sostegno del mantenimento e dell'esistenza degli insediamenti" e per le "operazioni bancarie e finanziarie che aiutano a sviluppare, espandere o mantenere gli insediamenti e le loro attività" in questi territori occupati.
Il 5 luglio 2021, il più grande fondo pensione norvegese, KLP, ha dichiarato che avrebbe disinvestito da Bank Leumi insieme ad altre 15 entità commerciali implicate nel rapporto delle Nazioni Unite per i loro legami con gli insediamenti israeliani nella Cisgiordania occupata.